# 生見愛瑠

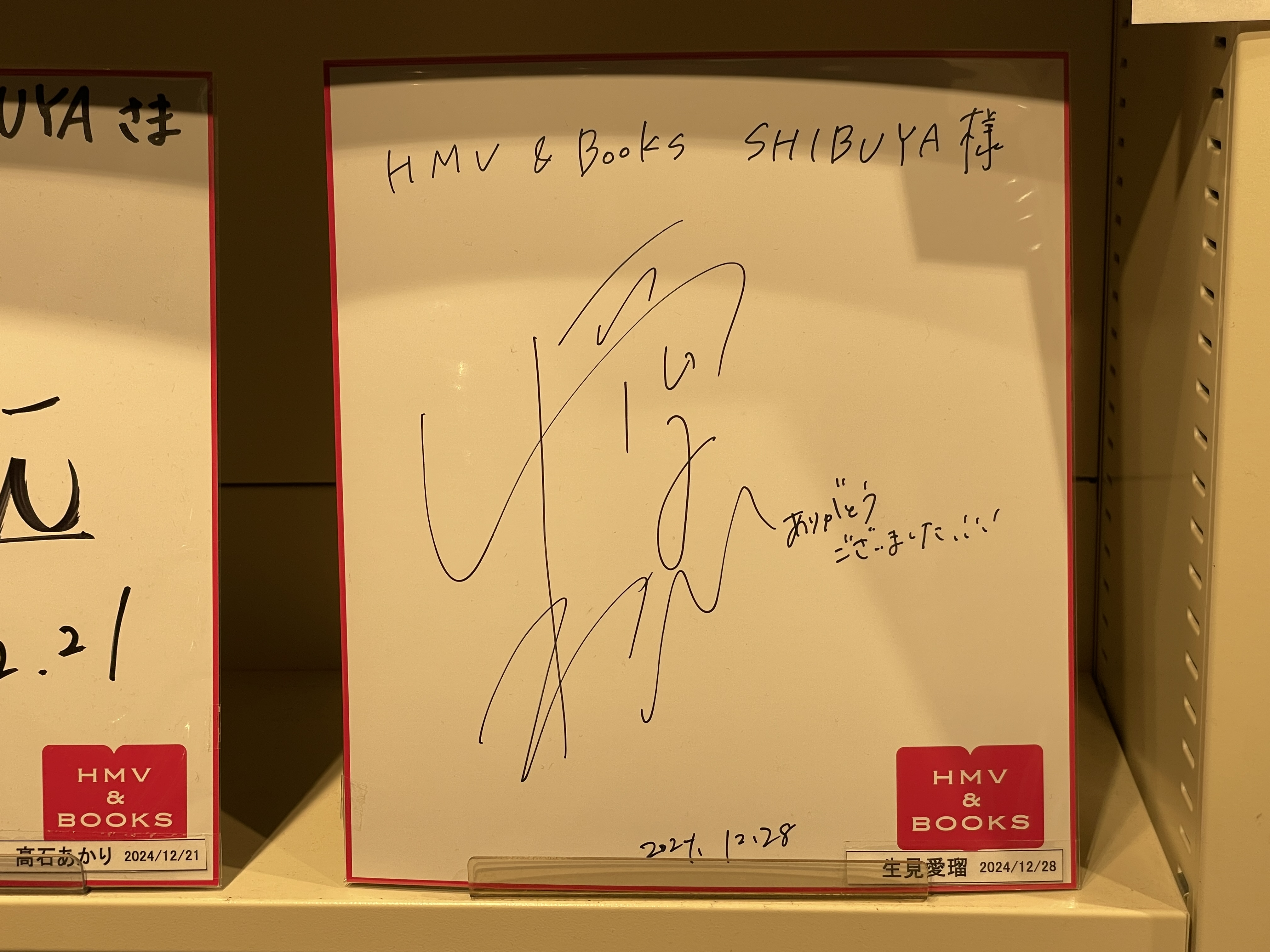
生見愛瑠の直筆サイン

生見 愛瑠（ぬくみ める、2002年〈平成14年〉3月6日 - ）は、日本のファッションモデル、タレント、女優。通称ならびに愛称は、めるる。
愛知県稲沢市出身。エイベックス・アーティストアカデミー名古屋校出身。エイベックス・マネジメント・エージェンシー所属。

## 略歴
エイベックスが主催する中学生までの子供のための全国コンテスト、「キラチャレ」への参加をきっかけに同社に所属する。『ニコ☆プチ』（新潮社）卒業後、「TOKYO GIRLS AUDITION 2015」でPopteen賞、Ray賞を受賞し、『Popteen』（角川春樹事務所）専属モデルとなる。『Popteen』の2019年4月号プレゼント応募用紙での「好きなモデル」のアンケートで1位を獲得するなど、同誌の人気モデルとなる。
2019年3月30日に横浜アリーナで開催された「東京ガールズコレクション」に出演し、2019年3月26日に幕張メッセで開催された「超十代」では多数のブランドのステージに登場するなど、ファッションイベントでの活躍も多くなっている。
2020年10月7日スタートの『めるるのはっぴーsu るーむ』（文化放送）でラジオのレギュラーパーソナリティに初挑戦。
2021年3月より、ファッション誌『CanCam』（小学館）の専属モデルを務めている。
2021年7月、アクセサリーブランド『mememe』をプロデュースすることが発表された。

### 年譜
2014年
- 2月22日、小学校6年生の際に、岡本結芽乃・石橋宇輪・丸山蘭奈・涼凪と共に『第2回ニコ☆プチモデルオーディション』でグランプリを受賞。同年4月号より同誌専属モデルとしてデビューを果たした。[17]プチ㋲時代にはナルミヤ・インターナショナルのファッションブランド『BLUE CROSS GIRLS』のイメージモデルとしても活躍した。
- 6月21日、中学校1年生の際に、『ニコ☆プチ』同年8月号で初表紙を飾った。津守望乃、香音、岡本結芽乃と共同。
- 10月22日、同じく中学校1年生の際に、『ニコ☆プチ』同年12月号で2度目の表紙を香音と飾った。

2015年
- 4月22日、『ニコ☆プチ』同年6月号をもって、プチ㋲を卒業した[18]。
- 5月5日（こどもの日）、東京有明・TFTホールで開催された『プチ☆コレ5』をもって、『ニコ☆プチ』専属モデルを卒業した。
- 8月25日、東京ガールズオーディション 2015ドラフト会議が行われ、モデル部門のファイナリスト9名に選ばれる[19]。
- 9月27日、東京ガールズコレクション 2015 AUTUMN／WINTER（国立代々木競技場第一体育館）で「TOKYO GIRLS AUDITION 2015」Popteen賞、Ray賞を受賞[10][20]。
- 12月1日発売の『Popteen』2016年1月号より同誌専属モデルとなる[10]。

2017年
- 7月29日より、モデル5人によるYouTuberユニット「東京フジヤマ芸者団」で「花椿」名義で約1年ほど活動[1][21]。

2018年
- 『Popteen』同年4月号で初表紙を飾る[22]。
- AbemaTVの恋愛リアリティーショー番組『太陽とオオカミくんには騙されない』への出演が女子高校生を中心に大きな話題になった[23]。高橋文哉との切ない恋が反響を呼び、『ふみめる』の愛称で親しまれる。

2020年
- 12月1日発売の2021年1月号をもって『Popteen』専属モデルを卒業[24]。
- 第4四半期、文化放送受験生応援キャンペーンキャラクターに就任[25]。

2021年
- 3月1日（2月28日深夜）スタートの『おしゃれの答えがわからない』（日本テレビ）で、ドラマ初出演にして主演を務める[26]。
- 3月よりファッション誌『CanCam』の専属モデルとなり、初登場となる同月23日発売の5月号で表紙を飾る[15]。
- 7月15日「“なりたい私”を見つけられる。なりたい私は一つに絞らなくてもいい。」がコンセプトの、オリジナルアクセサリーブランド『mememe』の発売が開始[27]。
- 12月21日に初となる写真集「はじまり。」[注 1]を翌年3月4日に発売することを発表した[29]。写真集は自身のルーツである鹿児島県で撮影された[30]。

2022年
- 3月4日、初写真集「はじまり。」を発売[28]。
- 6月14日、初出演映画「モエカレはオレンジ色」（村上正典監督、7月8日公開）の完成披露イベントに出席[31]。

2023年
- 1月23日、上記の映画「モエカレはオレンジ色」の演技が評価され、第46回日本アカデミー賞にて新人俳優賞を受賞[注 2][32]。
- 11月3日、雑誌『日経トレンディ』が選ぶ「2023年 今年の顔」に選出[33]。

2024年
- 4月9日からスタートの『くるり〜誰が私と恋をした?〜』(TBS)でGP帯連続ドラマ初主演。

## 人物
- 妹が1人いる長女。
- 「名古屋一可愛いJKモデル」と謳われるが、実家は稲沢市にあり、周囲には水田が広がる[3][34]。
- 両親は鹿児島県出身。
- 父親ととても仲が良く、中学2年生まで一緒にお風呂に入っていた[35]。
- イオンモール岡崎で開かれた予選会が、最初の「キラチャレ」への参加であり、この時は本選に進めず涙するが、諦めずにチャレンジを続ける[36]。
- 天然キャラで知られており、「ポンコツめるる」と呼ばれることがある[37]。
- 愛瑠という名前の由来は、父親がかつてメタルバンドをやっていたことによる。男子だったら“めたる”という名前を付けようとしていたとのこと[38]。
- 自身のキャリアについては「ひとつに絞りたくない」という思いが強く、女優業やモデル業、バラエティだけでなくプロデュース業にも興味がある[39]。
- モデル・女優になっていなかったら小さな頃からの夢である保育士になっていた[40]。
- 自身のマネージャーのことを「まねね」と呼んでいる[40]。
- 口癖は「なんか～」と「ね～え～」のふたつ[40]。
- 『太陽とオオカミ君には騙されない』では、高橋文哉との切なすぎる恋が話題となった[23]。『Popteen』でも、「ふみめる」コンビとして人気である[41][42]。
- 『Popteen』専属モデルでは鈴木美羽、中野恵那、丸山蘭奈、香音と親しいと公言しており、鈴木とは「めるぴよ」[43]、中野恵那とは「えなめる」[44]、丸山蘭奈とは「らにゃめる」[45]、香音とは「めるのん」というコンビで知られている。丸山、香音とはニコプチ時代から親しいことで知られている[46]。
- 『Popteen』では、中野恵那、鈴木美羽、ねお、鶴嶋乃愛と5人で「ポップシスターズ」[47]というユニットを、ねお、鶴嶋、浪花ほのかと4人で「PINKY」[48]というユニットを、浪花、鶴嶋と3人で「めるばびにゃん」[49]というユニットを組んでいる。
- 『太陽とオオカミくんには騙されない』に出演以降、歌手の吉田凛音[50]や黒木ひかり[51]と親しい。また漫才コンビのミキの昴生とも親しい[52]。
- ブーツやスニーカーを履くことが多く、足が鍛えられていない状態が理由から、脚の筋力向上のため、家ではつま先歩きを心掛けている[5]。
- 好きな食べ物はハンバーガー[53]、メロンパン、味噌カツ、甘い物[54]。
- ニッポン放送『霜降り明星のオールナイトニッポン0(ZERO)』や文化放送『ミキの深夜でんぱ!』をよく聴いている[55]。
- ドラマや映画では台本をカメラで撮った写真のように一度で記憶して演技しているらしいと俳優の竜星涼がバラエティ番組内で話している。[56]。

## 出演

### テレビドラマ
- おしゃれの答えがわからない（2021年3月1日（2月28日深夜） - 22日（21日深夜）、日本テレビ） - 主演・木ノ宮茜 役[26]
- 恋です!〜ヤンキー君と白杖ガール〜（2021年10月6日 - 12月15日、日本テレビ） - 橙野ハチ子 役[57]
- 石子と羽男-そんなコトで訴えます?- 第4話（2022年8月5日、TBS） - 堂前一奈 役[58]
- 日曜の夜ぐらいは…（2023年4月30日 - 7月2日、朝日放送テレビ・テレビ朝日系） - 樋口若葉 役[59][60]
- 風間公親-教場0- 第4話（2023年5月1日、フジテレビ） - 萱場千寿留 役[61]
- セクシー田中さん（2023年10月22日 - 12月24日、日本テレビ） - 倉橋朱里 役[62]
- くるり〜誰が私と恋をした?〜（2024年4月9日 - 6月18日、TBS） - 主演・緒方まこと 役[63][64]
- ほんとにあった怖い話 25周年スペシャル「見知らぬ同僚」（2024年8月17日、フジテレビ） - 吉永初音 役[65]

### バラエティ
- ヒルナンデス!（日本テレビ）
  - 水曜シーズンレギュラー（2020年2月5日 - 3月25日）[66]
  - 木曜レギュラー（2021年4月1日 - ）[67]
- スクール革命（2020年4月 - 、日本テレビ） - J組の生徒[68]
- そんなコト考えた事なかったクイズ!トリニクって何の肉!?→芸能界常識チェック～トリニクって何の肉!?～（朝日放送テレビ・テレビ朝日系）[69]
- 発見!タカトシランド（2020年12月11日、北海道文化放送） - ゲスト出演（苫小牧エリア編）[70]
- 芸能人格付けチェック(2020年9月29日、2021年3月30日、2023年3月21日　ABCテレビ)
- オールスター感謝祭(2024年4月6日、TBSテレビ)
- LIFE!春（2024年5月、NHK）[71]

### テレビ
- ヨルヤン（2019年12月24日（23日深夜） - 、テレビ東京） - MC[72]
- ZIP!（2020年10月2日 - 30日、日本テレビ） - 月替わり金曜パーソナリティー[73]
- タイチサン!（2020年10月25日 - 2024年、東海テレビ） - かってに観光大使!全力めるる[74]
- 女芸人No.1決定戦 THE W（2020年12月14日、日本テレビ） - 大会サポーター[75]

### 映画
- モエカレはオレンジ色（2022年7月8日） - ヒロイン・佐々木萌衣 役[76]
- 湯道（2023年2月23日） - 横山舞香 役[77]
- ショウタイムセブン（2025年2月7日） - 結城千晴 役[78]
- 劇場版TOKYO MER〜走る緊急救命室〜南海ミッション（2025年8月1日） - 知花青空 役[79]

### 劇場アニメ
- 映画 ヒーリングっど♥プリキュア ゆめのまちでキュン!っとGoGo!大変身!!（2021年3月20日） - 本人 役[80]
- 僕のヒーローアカデミア THE MOVIE ユアネクスト（2024年8月2日） - アンナ・シェルビーノ 役[81]

### 吹き替え
- マインクラフト/ザ・ムービー（2025年4月25日） - ナタリー 役（エマ・マイヤーズ）[82]

### 舞台
- ガールズハイパーミュージカル「LOVE ME DOLL」[83]（2018年3月21日 -  3月25日）　- ドール 役

### インターネットテレビ
- 太陽とオオカミくんには騙されない（2018年7月29日 - 10月14日、AbemaTV）[84]
  - AbemaTV 番外編「太陽とオオカミくんには騙されない」 #10.5 めるる編（2018年9月30日、AbemaTV）
- Popteenカバーガール戦争#1、#10 - #12（2018年11月2日、2019年1月4日 - 18日、AbemaTV）[85]
- イマっぽTV#12（2018年5月27日、AbemaTV）
- 恋する♥週末ホームステイ（2020年3月3日 - 9月15日、ABEMA） - Season MC[86]

### ラジオ
- Monthly TALK ABOUT（2020年、TBSラジオ）※『TALK ABOUT』内コーナー、4月担当[87]。
- めるるのはっぴーsu るーむ（2020年10月7日 - 2025年3月26日、文化放送）※『レコメン!』水曜日23:30頃 - 23:45[14]
- ヤバイラジオ屋さん（2021年5月11日 NHKラジオ第一）

### ファッションショー
- 東京ガールズコレクション
  - 第37回 マイナビ 東京ガールズコレクション 2023 AUTUMN／WINTER（2023年9月2日、さいたまスーパーアリーナ）[88]
  - CREATEs presents TGC KITAKYUSHU 2023 by TOKYO GIRLS COLLECTION（2023年10月7日、西日本総合展示場新館）[89]
- GirlsAward
  - Rakuten GirlsAward 2023 AUTUMN/WINTER（2023年9月30日、幕張メッセ）[90]

### CM
- レジーナクリニック「TikTokチャレンジ篇」（2020年）[91]
- セカンドストリート「セカストする。篇」（2020年）[92]
- 17LIVE「『17LIVE』ライブなパパ篇」（2020年）[93]
- EDWIN エドウイン・ジャージーズ
  - 「JERSEYS びょーん篇」（2020年）[94][95]
  - 「JERSEYS くるくるコーデ篇」（2021年3月28日 - ） - WEB CM[96]
- セガ ぷよぷよ™テトリス®２「ぷよぷよ™テトリス®２」ぷよテトパーティー篇（2020年12月3日 - ）[97]
- 出前館
  - 「加盟店紹介」篇（2020年）[98]
  - 「Demaecanしよ?ファーストフード」篇「Demaecanしよ?カフェ・ドリンク」篇（2021年）[99]
  - 「Demaecanしよ?韓国料理」篇「Demaecanしよ?サラダ」篇「Demaecanしよ?デザート」篇（2022年）[100]
  - 「Demaecanしよ?Deトク」篇「Demaecanしよ?ピザ半額祭」篇（2022年）[101]
- エイブル＆パートナーズ CHINTAI（2021年）[102][103]
- UHA味覚糖
  - 特濃ミルク8.2（2021年） - WEB CM[104]
  - 特濃ミルク8.2塩ミルク（2021年）[105]
- オリヒロ - ぷるんと蒟蒻ゼリー[106][107]（2021年）、（2023年）[108]
- フレイアクリニック 「フレー!フレー!フレイアクリニック」編（2021年）[109]
- 日本郵便「手紙の部屋 誕生日篇 友達」「手紙の部屋 誕生日篇 父」（2021年）[110]
- アイリスオーヤマ カラーマスクシリーズ（2021年）[111]
- コーセー
  - サンカット®︎ ライトアップUV エッセンス（2022年）[112]
  - クリアプロ クレンジングバーム CICAブラック（2022年）[113]
- 日本メディアシステム株式会社 企業広告 
  - 「知らないでしょ？」篇（2023年2月2日 - ）[114]
  - 「いいですよね」篇（2025年2月15日 - ）[115]
- メルカリ
  - 「メルカード召還」篇（2023年9月6日 - ）
  - 「メルコのスマホ」篇（2023年9月16日 - ）[116]
- LINEヤフー LINE:ディズニー ツムツム「LINE:Disney Tsum Tsum 10周年ケタちがいANNIVERSARY」篇（2023年12月26日 - ）[117]
- アイカ工業（2024年3月11日 - ）[118]
- 日本住宅ローン株式会社（2024年4月 - ）※チョコレートプラネットと共演[119]
- バンダイ ONE PIECE カードゲーム
  - 「ワンピカードの会“発足”」篇（2024年5月22日 - ）※神木隆之介、水川かたまりと共演[120]
  - 「強敵！BE:FIRST」篇（2024年7月7日 - ）[121]
  - 「ガチな2人」篇（2024年11月24日 - ）[122]
  - 「同級生対決」篇（2025年2月20日 - ）[123]
- TISインテック「その願い、ほっとけない。」篇（2024年8月19日 - ）[124]
- フレイアクリニック「前払金保証」（2025年8月20日 - ）[125]

### 広告
- 鈴乃屋 イメージキャラクター（2021年）[126]
- 名古屋市 名古屋市長選挙ポスター（2021年3月19日 - 4月25日）[127]
- 警視庁 ｢TOKYO SAFETY ACTION｣ （2021年6月 - ）
- パイロットコーポレーション ボールペン「juice」生見愛瑠×江口寿史コラボイラストパッケージ（2023年3月）[128]
- PRIMO イメージキャラクター（2023年7月24日 - ）[129]
- 第27回参議院議員通常選挙 選挙啓発イメージキャラクター（2025年） - 江口洋介と共演[130]

### その他
- ノンストップMIXコンピレーションCD『サクラ・アヴェニュー mixed by ゆけむりDJs with DJ BLUE』（2021年3月10日発売、AQCD-77481、avex infinity）- ジャケット写真モデル[131]

## 書籍

### 雑誌
- ニコ☆プチ（2014年4月号 - 2015年6月号、新潮社） - 専属モデル[9]
- Popteen（2016年1月号 - 2021年1月号、角川春樹事務所） - 専属モデル[10][22]
- CanCam（2021年5月号 - 、小学館）- 専属モデル

### スタイルブック
- はっぴーす!（2020年4月1日、角川春樹事務所）ISBN 978-4-7584-1348-0[132]

### 写真集
- 『はじまり。』（2022年3月4日、小学館）ISBN 978-4096823910[28]

### カレンダー
- 2020年 卓上 カレンダー（2019年12月21日）
- 2021年 卓上 カレンダー（2020年12月12日）
- 2022年 卓上 カレンダー（2021年12月11日）
- 2023年 卓上 カレンダー（2022年10月15日）[133]
- 2024年 卓上 カレンダー（2023年11月25日）

## 受賞歴
2024年
- 第118回ザテレビジョンドラマアカデミー賞 助演女優賞（『セクシー田中さん』）
- 第33回TV LIFE年間ドラマ大賞 助演女優賞（『日曜の夜ぐらいは…』）